# 남정미
남정미(1981년 3월 10일 ~ )는 대한민국의 희극 배우이다.

## 학력
- 청주대학교 공연영상학부 연극영화전공. 문학사

## 경력
- 2007년 한우 홍보대사
- 2008년 ~ 2011년 : 서울종합예술전문학교 연기예술학부 겸임교수
- 2011년 ~ :  글로벌사이버대학교 방송연예전공 겸임교수

## 수상
- 2006년 : MBC 방송연예대상 베스트커플상
- 2010년 : 아시아 불교 평화대상 희극발전공로대상

## 출연작

### TV 방송
- 웃찾사 (SBS)
- 코미디쇼 웃으면 복이 와요 (MBC)
- 개그야 (MBC)
- [(2015)도서([북톡카톡])
- 2TV 생생정보 (KBS2) - 내레이션

### 라디오 방송
- 안상태 남정미의 행복충전 2시 (경인방송 iTVFM)